# Ambystoma lermaense

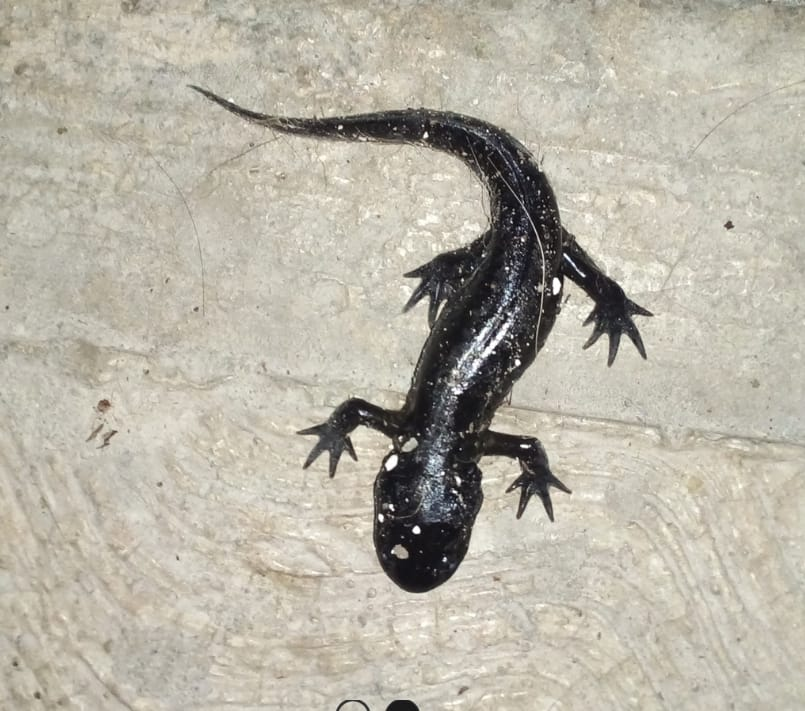
Ambystoma lermaense

Ambystoma lermaense is een salamander uit de familie molsalamanders (Ambystomatidae). De soort werd voor het eerst wetenschappelijk beschreven door Edward Harrison Taylor in 1940. Oorspronkelijk werd de wetenschappelijke naam Siredon lermaensis gebruikt.

## Verspreiding en leefgebied
Deze soort komt slechts voor in de centrale hooglanden van Mexico, In de nabijheid van Toluca, in de rivier de Lerma en het Lake Lerma en rondom Almolya, op 2800 tot 3000 meter hoogte boven zeeniveau.